# Electroclash
L'electroclash és un estil musical que fusiona elements del new wave, el punk i la música electrònica de ball. És un moviment, doncs, que combina el so dels anys 80 (fent servir sintetitzadors, bateries programades, etc.) amb una estètica que presenta molts paral·lels amb l'obra d'artistes i dissenyadors de moda influïts per l'estil d'Andy Warhol i Vivienne Westwood, juntament amb una important influència alemanya de meitat dels 70. L'electroclash es va començar a desenvolupar des de la meitat dels anys 90 fins al final de la dècada a la ciutat de Nova York i Detroit, però va arribar al seu clímax durant el període 2000-2002 a través de les sessions Mutants i Berliniamsburg del DJ Larry Tee al Club Luxx i el seu Electroclash™ Festival a N.York (amb el qual va convertir el nom en una marca registrada).
El nom deriva dels grups d'electropop del començament de la dècada dels 80, que proveeixen a l'estil la major part de la seva herència musical. Les lletres són generalment punyents i inspirades per les del moviment punk, i sovint donen més importància a l'actitud i el posat que a la tècnica o la temàtica, mentre que la posada en escena i la vocalització és típicament atonal fins al punt de l'histrionisme o la caricatura.
Es fa sovint evident un missatge hipersexual, post-feminista, futurista en la indumentària i la posada en escena de molts d'aquests grups. Electroclash no és tant un estil de música com un missatge irònic de distanciament, infectat per una sexualitat exhibicionista i la conversió d'elements com la riquesa, el luxe, el consum i la cultura del glamour en fetitxes - el qual reflecteix les seves arrels originals en la subcultura dels clubs d'ambient gai. L'estil és definitivament victoriós sobre la substància, i és el seu orgull.
És possible resumir l'Electroclash com un corrent de moda portat a la devoció més absurda, adoració de la moda en si mateix, sense res a veure amb una inspiració inicial o un propòsit d'innovació artística. Això té més en comú amb l'estil «Paris is Burning» de projecció i representació personal que amb cap element concret d'un gènere musical. En essència la idea de l'Electroclash, com a moda i posat, és la seva pròpia raó de ser: és més exageració estilística que res del que es veu en la música que produeixen.
Entre 2004 i 2005 una nova escena electroclash al sud de Califòrnia s'ha començat a separar de la seva contrapartida de la costa est a Nova York. Iniciat pel grup A kiss could be deadly, el moviment de punk i música dance del sud de Califòrnia hi ha incorporat més so de guitarra i bateria en directe, tot i que romanen sent principalment música electrònica. El resultat acaba sent més pròxim a un homenatge al new-wave de començament dels anys 80. Així doncs, els temes de les lletres tenen un toc més fosc que els de la costa est.
El gènere, durant tot aquest temps, s'ha anat esbrancant en diferents països i s'ha convertit en un gènere internacional més que una especialitat nord-americana, i així doncs, avui en dia és un gènere més prominent a ciutats d'arreu del món com ara Berlín, Barcelona, o Ciutat de Mèxic que a Nova York, Los Angeles o San Francisco.

## Grups representatius del gènere
- A1 People
- Adult.
- Aier Sauft
- A Kiss Could Be Deadly
- Alice in Videoland
- Ambra Red
- A.R.E. Weapons
- Avenue D
- Cazwell
- Cherry Bikini
- Chicks on Speed
- Client
- Crazy Girl
- Di$h and ShiQuana
- De-Regulator
- DJ Hell
- Dr. Wundt & Perfection
- Electrocute
- Electrosexual
- Felix da Housecat
- Fairlight Children
- Fischerspooner
- Freezepop
- Generation Aldi
- Goatlords
- Hong Kong Counterfeit
- Hungry Wives
- Ju Ju Babies
- Kompleksi
- Ladytron
- Larry and the interns
- Larry Tee
- Lesbians On Ecstasy
- Michael Human
- Mindless Self Indulgence
- Miss Kittin & The Hacker
- Misty Martinez
- Morplay
- Motormark
- Mount Sims
- My Robot Friend
- Nitsch & Glienser
- Noblesse Oblige
- Peaches
- Phiiliip
- Ping Pong Bitches
- Prance
- Sophia Lamar
- Soylent Gringo
- Spray (band)
- Stalker7
- Station Wagon
- Stuart Price
- Technova
- Temposhark
- Tiga (musician)
- Tobell Von Cartier
- The Act Of Being
- The Droyds
- The Most
- The Laws
- Vive la Fête
- W.I.T.
- Zoot Woman